# 市河家文書
『市河家文書』（いちかわけもんじょ）は、信濃国志久見郷（現下水内郡栄村を中心とする一帯）の地頭職であった市河氏と、外戚の豪族中野氏が残した書簡や古文書の総称。平安時代末期から戦国時代に至る市河氏の動向を示した武家文書群。中野氏は市河氏と縁戚関係を結んだ志久見郷出身の氏族で、両家の資料が市河氏に代々伝えられたことから、この名称で呼ばれる。

## 概要

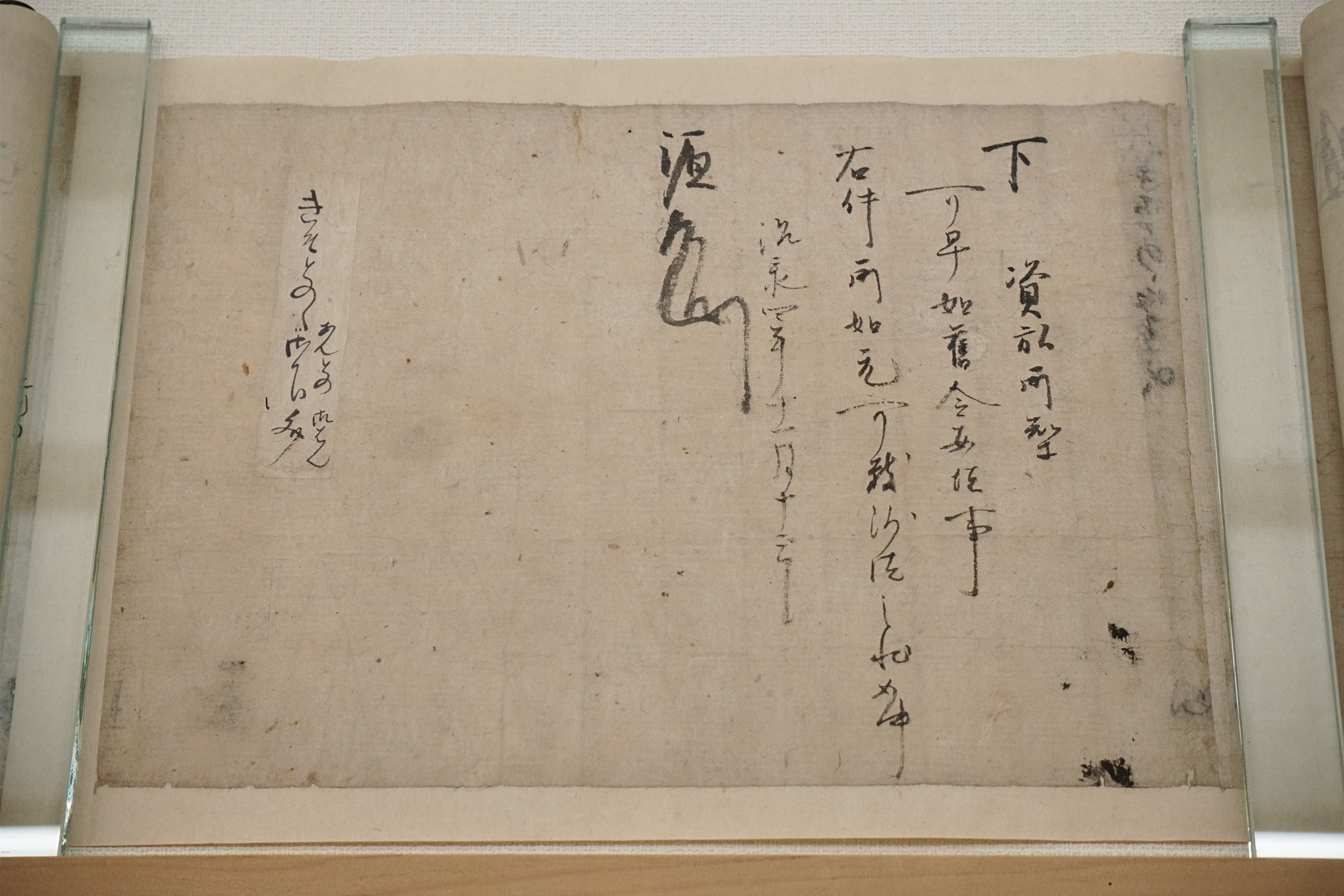
市河家文書「木曾義仲 下文」（本間美術館所蔵）

市河氏は、江戸時代に編纂された『甲斐国志』によると甲斐国巨摩郡市河荘（山梨県西八代郡市川三郷町）を本貫地とする一族で、一部が鎌倉時代初期に信濃に移ったとされる。『吾妻鏡』にも登場しており、鎌倉中期には中野氏を被官化して志久見郷を中心に勢力を築いたと思われる。この地は越後との国境に近い奥信濃に位置し、戦国期には武田氏に属したこともあったが、江戸期は上杉氏に従って会津・米沢と移り、代々受け継がれた文書も米沢へと移った。しかし明治期の変革の中で文書は他家の所有となり、昭和初期に本間家の所有となった（本間美術館所蔵品）。この段階で足利義満感状など一部の文書が失われており、また一部は、陸軍駐屯兵となった子孫が携行して北海道に渡った。
本間美術館所蔵品は、平安時代末期の1170年（嘉応2年）から室町時代の1423年（応永30年）まではほぼ揃っており、地頭職にあったことから、当時の根本資料（当時の公文書）が中心であり、信濃や越後・甲斐の情勢を伝える貴重な一級資料とされる。内容は宣旨、庁宣、国宣、雑訴決断所牒、下文、下知状、御教書、奉書、副状、注進状、申状、着到状、軍忠状、感状、安堵状、訴状、譲状、置文、判物、書状、施行状、打渡状、遵行状、契状、宛行状、軍行状など多種多様である。ただ、残存状況が室町初期までの時代に偏り、戦国時代の文書は永禄12年10月12日（1569年11月20日）付市河新六郎宛武田家朱印状のみが現存している。
その後の調査で、米沢市在住の個人所有18通（本間家の手に渡る前に散逸した一部）が発見され、更に1969年（昭和44年）にはNHK大河ドラマ『天と地と』の影響もあり釧路市で市河氏の子孫が受け継いでいた文書（本間美術館所蔵品の控えを含む）が発見された。釧路で発見された文書は中世から近世の古文書や系図などの文書群で、中でも武田氏家臣の伝説的軍師「山本勘助」の実在性を裏付ける可能性のある書状が含まれていることで注目されている。1976年（昭和51年）には釧路市文化財に指定された。また、長野県立歴史館の所蔵する県立長野図書館旧蔵文書のなかにも2通の文書が含まれていることも確認されている。2009年には北海道の個人所有文書を山梨県が購入し、山梨県立博物館へ収蔵された。
- 本間美術館蔵 146通（16巻）（山形県酒田市）- 国の重要文化財
- 山梨県立博物館蔵（釧路市個人旧蔵） 91通（山梨県笛吹市）- 山梨県指定有形文化財[1]

## 釧路市河家文書
山本勘助は江戸時代に成立した軍記物『甲陽軍鑑』に唯一活躍が記されているが、同時代の文書には名前が見られないことから『軍鑑』作者による創作的人物であると考えられていた。
市河文書に含まれる「弘治3年（1557年）6月23日付武田晴信書状」（書簡）は、1557年（弘治3年）の第三次川中島の戦いで、武田晴信（信玄）が市河藤若に宛てた感状で、最後に「猶可有山本菅助口上候」（詳しくは山本管助が口上で申しあげる」と記されており、与力豪族への使者となるに相応しい地位にあったことが確認された。（どの程度の地位 / 身分を想定するかで諸説ある）。
この文書の評価を巡っては、上野晴朗ら勘助の実在性を示す文書として積極的評価する立場がある一方で、武田家中に「山本管助」と称する家臣が存在することを示すのみの文書であるとし、『軍鑑』に記される人物像に関しては不確実とする慎重な立場もある。
弘治3年文書は、『戦国遺文』『山梨県史』に収録されている。また、2008年には安中市ふるさと学習館・山梨県立博物館による群馬県安中市の真下家所蔵文書の調査において、3通の「山本菅助」宛文書を含む武田氏関係文書が確認された。

### 藤原姓市川氏系図
近世期に編纂された米沢藩士市河氏の系図。上下巻の折り本で、寸法は上巻が縦29.7センチメートル、横23.9センチメートルの40帖、下巻は縦29.1センチメートル、横23.8センチメートルの98帖。
表紙は牡丹唐草文の布地で表装がなされており、外題はないが上巻に内題として「藤原姓市川氏系図」と記載されている。系図の体裁は朱線で記された系図に人物の諱が配され、脚注として仮名、官途名、生没年、法号などの情報が記されている。西川（2011）、pp.64（39） - 50（53）に翻刻を掲載。
上杉家では延宝5年（1677年）4月に上杉綱憲により家史編纂が行われており、これに関係して市河氏も由緒の調査や家伝文書の写本作成が行われたと考えられている。

### 古状共写
市河家に伝来した中世文書の写本。上下巻二冊の縦帳で上巻には暦応3年（1340年）から応永30年（1423年）まで、下巻には嘉応2年（1170年）から建武4年（1337年）までの文書の写本を収録。上杉家の家史編纂が行われた延宝5年頃に編纂されたと考えられている。